# For He's a Jolly Good Fellow
For He's a Jolly Good Fellow är en sång på engelska som sjungs som en hyllning. Melodin baseras på den franska sången "Malbrough s'en va-t-en guerre" (Mort et convoi de l'invincible Malbrough). Enligt Guinness rekordbok är "For He's a Jolly Good Fellow" en av de tre mest sjungna sångerna på engelska, tillsammans med "Auld Lang Syne" och "Happy Birthday to You". Om det handlar om en kvinna sjunger man istället For She's a Jolly Good Fellow.

### Fotnoter
1. ↑  Mattie Lacey-Davidson (25 januari 2017). ”Begin Burns Night 2017 with 8 facts about the Scottish poet” (på engelska). Guardian. http://www.guardian-series.co.uk/news/15044699.8_things_you_probably_didn_t_know_about_Robert_Burns/. Läst 7 augusti 2017.